# Royce Abbey
Royce Abadía (8 de junio de 1922 - 20 de febrero de 2014) fue un australiano que fue presidente de Rotary International en 1988-1989.

## Carrera
Royce Abbey se educó en escuelas primarias y secundarias estatales en Footscray, Victoria. Cuando dejó la escuela, siendo un adolescente, trabajó como lustrabotas y mensajero en una zapatería y luego en una agencia inmobiliaria. En 1941, se alistó en el ejército australiano y estuvo desplegado en Nueva Guinea y Nueva Bretaña durante la Segunda Guerra Mundial. Se le concedió una Medalla por Servicio Distinguido (Australia) por su valentía y liderazgo durante los combates. Posteriormente fue nombrado teniente. 
Después de la guerra, se unió a su hermano en una empresa familiar de fabricación de persianas, Dural Leeds, que más tarde fue adquirida por la empresa multinacional Hunter Douglas. Después de cinco años como director de marketing de Hunter Douglas, fundó su propio negocio, Abbey Marketing.  

## Servicio comunitario
Royce Abbey se unió al Club Rotario de Essendon en 1954 y se convirtió en presidente del club en 1963-64 y gobernador del Distrito 280 (9800) en 1969-70. Fue elegido miembro de la Junta Directiva de Rotary International en 1976-77 y sirvió como vicepresidente en 1977-78. Fue presidente inaugural de la Junta Directiva de Rotary Health de Australia de 1982 a 1988. En 1988-89 se convirtió en presidente de Rotary International. Su mandato como presidente incluyó el desarrollo continuo de la campaña Polio Plus para la erradicación de la poliomielitis y el restablecimiento de clubes rotarios en países de la ex Unión Soviética.  
Royce Abbey participó en varias otras actividades de servicio comunitario, que incluyen:  
- Concejal de la ciudad de Essendon, 1960-1963.
- Presidente, Consejo Nacional de YMCA de Australia, 1982–1986.
- Gobernador vitalicio, Consejo Nacional de YMCA de Australia.
- Presidente y administrador de la Fundación Médica Epworth, 1990–2000.
- Patrocinador de Australianos contra el abuso infantil.
- Miembro de la junta y administrador del Centro de Biología y Medicina Molecular.
- Miembro de la Junta Directiva de Kidsafe Australia.

Los Gobernadores de Distrito Rotarios de 1988/1989 decidieron crear el Fondo Dotado Royce & Jean en reconocimiento al trabajo de Abbey dentro de la organización. El fondo financia becas agrícolas y afines en Asia y el Pacífico. Los solicitantes pasan tres meses en Australia con una financiación de 10.000 dólares para socavar la formación práctica.

## Honores
Royce Abbey recibió los siguientes honores: 
- Medalla por Servicio Distinguido (Australia) (por su valentía), 1944.
- Mención por Servicio Meritorio de La Fundación Rotaria, 1976.
- Medalla del Jubileo de Plata de la Reina Isabel II (por servicios juveniles), 1977.
- Miembro de la Orden de Australia, 1988.
- Embajador de Advance Australia, 1989.
- Victoriano del Año, 1989.
- Oficial de la Orden de Australia, 2001.
- Honrado como Leyenda de la Universidad Victoria durante la celebración de los 90 años de la universidad, 2006.
- La Sala Royce Abbey lleva su nombre en su honor en International House (Universidad de Melbourne).[6]
- El Fondo de Dotación Royce y Jean Abbey y la Beca Vocacional fueron creados por Rotary para financiar becas agrícolas y afines que ayudarían a los países menos desarrollados de la región de Asia y el Pacífico.[7]
- Australian Rotary Health ha nombrado la beca posdoctoral Royce Abbey en su honor.[8]